# Danne Larsson
Dan "Danne" Tage Bexér, ursprungligen Larsson, född 11 januari 1948 i Örgryte, Göteborg, är en svensk singer-songwriter, gitarrist och affärsman. Han är mest känd för att vara rytmgitarrist i det svenska rockbandet Tages och sedan i Blond, mellan 1963 och 1969 spelade Larsson keyboard med gruppen och gav dem deras namn (Tage är Larssons andra förnamn).
Efter att Tages splittrades lämnade Larsson Sverige och började arbeta i bland annat Frankrike och Spanien som affärsman och discjockey. Idag (2023) bor Larsson i Frankrike.

## Uppväxt
Larsson blev tidigt intresserad av musik och började ta pianolektioner, men läraren var ”extremt tråkig”. Larsson bestämde sig därför att börja spela gitarr parallellt. När han började spela trummor fick han också ett trumset i födelsedagspresent. Han började spela i sitt första band East End Jazzband. Sedan träffade han Anders Töpel i Kullavik som i sin tur kände Tommy Blom. Larsson kände Göran Lagerberg eftersom de hade gått på samma skola tillsammans, och enligt honom var Lagerberg perfekt för att spela tvättbräda. Då saknades bara en trummis innan Tages var skapat.

## Efter Tages
Efter att Tommy Blom lämnat Tages bytte bandet namn och blev istället Blond. Till en början var det Tages utan Tommy Blom, men under sommaren 1969 lämnade Larsson och Töpel bandet. Han gjorde aldrig något uppträdande med bandet men de spelade in albumet The Lilac Years.
Sedan han lämnade Blond fullgjorde han sin värnpliktstjänstgöring på regemente LV6 i Göteborg. Samtidigt jobbade han med radio, bland annat i programmet Go’morron på söndagar. Under en kort tid var han även chef för Lisebergs Popklubb Spooky. Sedan bytte han efternamn till Bexér och började studera på Handelshögskolan i Göteborg. Därefter började han sälja bokföringsmaskiner och blev sedan egenföretagare. Han importerade tyger och mexikanska möbler och köpte även rättigheterna till många tecknade figurer, så som Musse Pigg, Snobben och My Little Pony för att tillverka och sälja barnkläder.
Nu har han sålt sina företag, pensionerat sig och flyttat till Frankrike. 

## Diskografi

### Tages
- Tages (LP, 1965)
- Tages 2 (LP, 1966)
- Extra extra (LP, 1966)
- Contrast (LP, 1967)
- Studio (LP, 1967)
- The Best of Tages (LP samling 1967)
- Forget Him (LP samling 1968)
- Good Old Tages! (LP samling 1969)
- Tages 1964-68! DLP samling 1983)
- This One's for You (3CD samling 1994)
- Tages bästa (CD samling 1998)

### Blond
- The Lilac Years (LP, 1969)